# Pinang Merah
Pinang Merah is een bestuurslaag in het regentschap Merangin van de provincie Jambi, Indonesië. Pinang Merah telt 4209 inwoners (volkstelling 2010).